# Spooky, Scary Skeletons
Spooky, Scary Skeletons, du musicien américain Andrew Gold, est une chanson d'Halloween sortie pour la première fois en 1996 dans l'album Halloween Howls: Fun & Scary Music.
Depuis les années 2010, la chanson devient un mème Internet, ce qui lui fait à nouveau gagner en popularité,.

## Contexte et enregistrement
Spooky, Scary Skeletons est l'une des neuf chansons originales de l'album Halloween Howls. Andrew Gold affirme, dans ses notes de pochette de 1996, avoir composé cet album pour combler le manque de chansons originales d'Halloween qui soient à la fois amusantes et effrayantes,. C'est Andrew Gold qui produit, mixe, chante et joue lui-même de tous les instruments pour ce morceau. Parmi les instruments, on y entend un xylophone, largement mis en valeur pour représenter le bruit des os qui claquent.

## Sortie et popularité sur Internet
En 1998, Disney inclut la chanson sur sa cassette VHS Disney's Sing-Along Songs : Happy Haunting : Party at Disneyland ! (renommée Disney's Sing-Along Songs: Happy Haunting pour sa sortie DVD en 2006). Dans cette cassette, Disney associe la chanson au court métrage d'animation La Danse macabre créé par Ub Iwerks, en 1929. En 2010, après avoir été incapable de trouver la vidéo originale en ligne, l'utilisateur de YouTube TJ Ski recrée la vidéo en associant le court métrage d'animation à la chanson. La vidéo de TJ Ski recueille plus de 31 millions de vues depuis sa mise en ligne.
Depuis, la chanson Spooky, Scary Skeletons est devenue un mème Internet, puisant ses origines dans la culture du jeu vidéo sur YouTube. Parmi les premières vidéos virales présentant le morceau, on trouve par exemple une vidéo dans laquelle des personnages de Minecraft dansent sur cette chanson. Depuis les années 2010, la chanson devient un standard dans les playlists musicales des fêtes d'Halloween, où l'on trouve également la chanson de 1962 Monster Mash.
En 2013, le musicien israélo-américain Yoav Landau, spécialisé dans les remix et membre du groupe The Living Tombstone sur YouTube, crée un remix de type electronic dance de la chanson, avec un tempo plus rapide que l'original. Ce remix fait plus de 98 millions de vues sur YouTube. Sur le site Intelligencer (du magazine New York), Brian Feldman affirme que le remix de Living Tombstone est « probablement la version la plus connue de la chanson ». Ce remix popularise encore plus la chanson en tant que mème Internet. La chanson originale et le remix de The Living Tombstone sont tous deux souvent associés à des visuels tels que La Danse macabre ou bien une autre vidéo, celle d'un homme dansant tout en portant une tête de citrouille et un unitard noir, diffusée au milieu des années 2000 sur la station d'information KXVO, une chaîne locale d'Omaha, dans le Nebraska,.
En 2019, Spooky, Scary Skeletons ainsi que son remix de The Living Tombstone, connaissent un regain de popularité sur le réseau social TikTok, où sont postées plus de 2,5 millions de vidéos présentant la chanson, y compris des vidéos de célébrités telles que Will Smith,. En 2022, le nombre de vidéos incluant la chanson s'élève à plus de 5 millions.
En 2021, la maison de disques Craft Recording publie le tout premier disque vinyle de Halloween Howls, ajoutant à la liste des pistes l'un des remix les plus populaires de Spooky, Scary Skeletons. L'illustratrice Jess Rotter est chargée de la nouvelle pochette. Craft dédie alors une page Web à la chanson. D'après Elizabeth Blair, de NPR, ce vinyle est recommandé pour les enfants. La boutique officielle de Craft Recordings vend également des produits officiels liés à la chanson, notamment des sweats à capuche et des t-shirts,.
Linda Ronstadt, Karla Bonoff (ancienne camarade  d'Andrew Gold dans leur groupe Bryndle), Stephen Bishop et Nicolette Larson se sont tous joints à Andrew Gold pour créer Monster Mash. En plus de cette participation, David Cassidy participe à Halloween Party.
Les chœurs de fond sont réalisés par les filles de Gold, Emily et Victoria.

## Classement
| Classement (2022-2023)         | Meilleure position |
| ------------------------------ | ------------------ |
| Autriche (Ö3 Austria Top 40)   | 69                 |
| Allemagne (Media Control AG)   | 87                 |
| Irlande (Irish Singles Chart)  | 35                 |
| Suède (Sverigetopplistan)      | 61                 |
| Royaume-Uni (UK Singles Chart) | 55                 |

## Certifications
| Région                                                                     | Certification | Ventes/Streams |
| -------------------------------------------------------------------------- | ------------- | -------------- |
| États-Unis (RIAA)                                                          | Or            | 500 000^       |
| xNon précisé par la certification ‡ventes/streaming selon la certification |               |                |